# Maleevus
Maleevus disparoserratus
Genre
Espèce
Maleevus (nommé en l'honneur de Evgeny Maleev) est un genre éteint de dinosaures Ankylosauridae herbivores de la fin du Crétacé, il y a environ 90 Ma (peut-être 98-83 Ma), de Mongolie. Le type et seule espèce est Maleevus disparoserratus. Il est considéré comme nomen dubium.

## Découverte et dénomination
Entre 1946 et 1949, des expéditions soviéto-mongoles ont mis au jour des fossiles à Shiregin Gashun. En 1952, le paléontologue soviétique Evgenii Aleksandrovich Maleev a nommé quelques fragments d'os d'Ankylosauridae comme une nouvelle espèce de Syrmosaurus, Syrmosaurus disparoserratus. Le nom spécifique fait référence aux dentures inégales sur les dents.
L'holotype, PIN 554/I, a été trouvé dans une couche de la formation de Bayan Shireh datant du Cénomanien-Santonien. Il se compose de deux os de la mâchoire supérieure, les maxillaires gauche et droit. Maleev a supposé à tort qu'il s'agissait des mâchoires inférieures. Il s'agissait du spécimen PIN 554/2-1, l'arrière du crâne d'un autre individu.
En 1977, Teresa Maryańska a noté une similarité avec un autre ankylosaure mongol, Talarurus, puisque les deux taxons ont des ouvertures séparées pour les neuvième au douzième nerf cérébraux ; elle a donc renommé l'espèce Talarurus disparoserratus. Ayant déterminé que Syrmosaurus est un synonyme junior de Pinacosaurus, la paléontologue soviétique Tatyana Tumanova (d) a nommé le matériel comme un nouveau genre Maleevus en l'honneur de Maleev en 1987. L'espèce type reste Syrmosaurus disparoserratus, la combinatio nova est Maleevus disparoserratus En 1991, George Olshevsky a nommé l'espèce Pinacosaurus disparoserratus En 2014, Victoria Megan Arbour a déterminé que l'arrière du crâne n'était pas différent de celui de nombreux autres Ankylosauridae et que le seul trait distinctif des dents, un motif en zigzag sur le cingulum, était partagé avec Pinacosaurus. Elle a conclu que Maleevus était un nomen dubium.

## Taille
Les maxillaires conservés ont une longueur d'environ douze centimètres, ce qui indique que Maleevus était un ankylosaure de taille moyenne d'environ six mètres. La taille et le poids de Maleevus sont inconnus en raison de l'absence de restes connus. (Les estimations de taille sont basées sur Talarurus apparenté.)

## Classification
Maleevus disparoserratus a été placé par Maleev dans les Syrmosauridae. Aujourd'hui Maleevus est considéré comme un membre nomen dubium des Ankylosauridae,.